# حصار زمة
كان حصار زامة عام 109 ق.م جزءًا من حرب يوغرطة بين المملكة النوميدية والجمهورية الرومانية. حاصر القنصل الروماني متلوس مع الجنرال غايوس ماريوس مدينة زاما لمحاولة كسر نفوذ يوغرطة، غير أن قوة تحصيناتها ودعم الملك النوميدي حالا دون سقوطها، ففشل الرومان في اقتحامها واضطروا إلى الانسحاب.
استعد الرومان لحصار زامة بقيادة القنصل ميتيلوس عبر تنظيم فيالقه وتجهيز آلات الحصار اللازمة من أبراج و منجنيقات وأدوات لهدم الأسوار، معتمِدين على خبرتهم في اقتحام المدن المحصنة. في المقابل، ركّز يوغرطة على تعزيز تحصينات زامة وأسند الدفاع إلى حامية قوية، كما أبقى قوات فرسانه خارج المدينة لشن هجمات مباغتة على المعسكرات الرومانية وخطوط الإمداد. أظهرت هذه التحضيرات تباينًا في الاستراتيجية؛ إذ اعتمد الرومان على التفوق الهندسي والانضباط العسكري، بينما راهن يوغرطة على مرونة قواته ومعرفته بالأرض لعرقلة الحصار وإطالة أمده.

## خطة يوغرطة
اعتمد يوغرطة في خطته الدفاعية على الجمع بين قوة التحصينات والعمليات الميدانية خارج الأسوار. فقد أبقى في المدينة حامية ثابتة مجهزة لصد الهجمات المباشرة على الأسوار والأبراج، بينما تمركز هو مع قوة من الفرسان في محيط زامة لمهاجمة المعسكرات الرومانية وقطع طرق الإمداد. هدف يوغرطة من هذه الإستراتيجية إلى إنهاك الجيش الروماني عبر إجبارهم على الانشغال بالدفاع عن خطوطهم بدل تركيز جهدهم على اقتحام المدينة. كما لجأ إلى أسلوب الغارات المفاجئة و الكرّ و الفرّ لإرباك القوات الرومانية وإطالة أمد الحصار حتى يفقد ميتيلوس زمام المبادرة.

## خطة ماريوس و ميتيلوس
تمثلت خطة الرومان بقيادة ميتيلوس في اعتماد أسلوب الحصار الكلاسيكي الذي اشتهرت به جيوش الرومان. فقد نظم القنصل معسكره بالقرب من زامة بشكل محصن بخنادق ومتاريس لضمان حماية الجيش من غارات يوغرطة، ثم ركّز على تطويق المدينة ومنع وصول الإمدادات إليها. جهز الرومان أبراج حصار ومنجنيقات لاختراق الأسوار العالية، واستخدموا وحدات من المشاة الثقيلة لشن هجمات متكررة على الأبواب و التحصينات، بينما تولت وحدات الرماة و المهندسين العسكريين ضرب المدافعين من بعيد وتأمين عمل الجنود حول الأسوار. كانت الخطة قائمة على استنزاف طاقة الحامية من الداخل، مع الاعتماد على التفوق في الانضباط والتنظيم لكسر مقاومة النوميديين تدريجيًا. غير أن استمرار هجمات يوغرطة على المعسكر الروماني حال دون تحقيق هذه الأهداف وأضعف فاعلية الخطة.

## تفاصيل المعركة
عندما وصل القنصل ميتيلوس إلى مشارف زامة، اختار موقعًا مناسبًا لنصب معسكره وحصّنه بالخنادق و المتاريس تحسبًا لهجمات يوغرطة. في اليوم التالي بدأ تجهيز أبراج الحصار والآلات، وأمر وحداته بالاقتراب من الأسوار لبدء الهجوم. انقسم الرومان بين حماية العمال والمهندسين الذين يشيّدون الأبراج، وبين القوات المكلّفة بالضغط المباشر على التحصينات. في المقابل، حشد يوغرطة مدافعيه على الأبراج و الأبواب، فاستقبلوا المهاجمين بالمقذوفات و السهام، بينما دفع بخيّالته خارج المدينة لمهاجمة المعسكر الروماني و المؤخرة الرومانية وإشغال الجنود بعيدًا عن أعمال الحصار. وهكذا وجد الرومان أنفسهم يقاتلون على جبهتين؛ أمام الأسوار ضد الحامية، وفي السهول ضد فرسان يوغرطة.
تواصل القتال على هذا النحو طوال اليوم؛ فقد كان الرومان يحاولون نصب السلالم ودفع الكباش نحو الأبواب، بينما يردّ المدافعون بالسهام و المشاعل. وفي الوقت نفسه، شنّ يوغرطة عدة هجمات خاطفة على معسكر ميتيلوس، ما اضطر القنصل إلى إرسال وحدات لحمايته ومنع حدوث اختراق. ومع استمرار الضغط المزدوج، تراجع تقدم الأبراج وتعطلت أعمال المنجنيقات، وأخذت الخسائر ترتفع بين الجنود الرومان. ومع حلول الليل، لم يحقق ميتيلوس أي اختراق حاسم، فجمع مجلس حربه وأدرك أن الاستمرار في الحصار سيستنزف قواته بلا جدوى. في اليوم التالي انسحب من أمام زامة وعاد إلى أسلوب المناورة الميدانية بدل الحصار المباشر، ليحافظ على جيشه ويواصل حرب الاستنزاف ضد يوغرطة.

## النتائج
انتهى حصار زامة بفشل واضح للرومان؛ إذ لم يتمكن ميتيلوس من اقتحام المدينة أو كسر دفاعاتها، واضطر إلى سحب قواته بعد أن تكبّد عناءً وخسائر دون تحقيق مكسب عسكري مباشر. أظهر الحصار محدودية فعالية آلات الرومان أمام التحصينات النوميدية، كما أبرز مرونة يوغرطة الذي نجح في الجمع بين الدفاع داخل الأسوار والهجمات الخارجية لشلّ حركة خصمه. ورغم أن يوغرطة لم يحقق نصرًا ساحقًا، فإن صموده اعتُبر مكسبًا سياسيًا وعسكريًا عزّز مكانته لدى أنصاره. أما ميتيلوس فاضطر بعد هذه التجربة إلى التخلي عن سياسة الحصار واللجوء إلى استراتيجية المناورات المفتوحة واستنزاف قوات يوغرطة عبر حملات متنقلة، وهو ما غيّر مجرى الحرب في السنوات اللاحقة.